# 마틴 오닐
마틴 휴 마이클 오닐(Martin Hugh Michael O'Neill, OBE, 1952년 3월 1일 ~ )은 북아일랜드의 전 축구 선수이자 현 축구 지도자로 과거 포지션은 미드필더였다.

## 선수 시절

### 클럽
1971년 리즈번 디틸러리에서 데뷔하여 데뷔 시즌인 1970-71 시즌 아이리시컵에서 우승을 거머쥐었고 이후 1985년 은퇴할 때까지 14년간 노팅엄 포레스트, 노리치 시티, 맨체스터 시티, 노츠 카운티, 체스터필드 FC, 풀럼 FC 등에서 활동했다.
특히 노팅엄 포레스트 소속으로 1971년부터 10년간 팀의 주축 선수로서 1976-77 잉글랜드 풋볼 2부 리그 3위, 1976-77 앵글로 스코티시컵 우승, 1977-78 잉글랜드 풋볼 1부 리그 우승, 1978년 FA 커뮤니티 실드 우승, UEFA 챔피언스리그 2연패(1978-79, 1979-80), 1978-79 잉글랜드 풋볼 1부 리그 준우승, EFL컵 2연패(1977-78, 1978-79) 및 1979-80 EFL컵 준우승, 1980년 인터콘티넨털컵 준우승, 1979년 UEFA 슈퍼컵 우승, 1980년 UEFA 슈퍼컵 준우승 등의 화려한 성과를 거두면서 노팅엄 포레스트의 전성기를 이끄는 맹활약을 펼쳤다.

### 국가대표팀
1971년부터 1984년까지 13년간 북아일랜드 국가대표팀의 주전으로 활약했고 특히 1982년 FIFA 월드컵에서 북아일랜드 대표팀의 주장으로 팀을 이끌며 1958년 FIFA 월드컵 이후 24년만에 북아일랜드의 월드컵 2라운드 진출에 기여했으며 국제 A매치 통산 64경기 8골의 기록을 남겼다.

## 지도자 경력
선수 은퇴 후 1987년 자국 리그의 그랜섬 타운의 감독 부임을 통해 본격적인 지도자 커리어를 시작했고 이후 2000년부터 2005년까지 스코티시 프리미어십의 강호 셀틱 FC의 감독직을 맡아 리그 3회 우승(2000-01, 2001-02, 2003-04) 및 2회 준우승(2002-03, 2004-05), 스코티시컵 3회 우승(2000-01, 2003-04, 2004-05) 및 1회 준우승(2001-02), 2000-01 스코티시 리그컵 우승, 2002-03 스코티시 리그컵 준우승, 2002-03년 UEFA 유로파리그 준우승 등을 이끌며 선수 시절 뿐 아니라 지도자로서도 큰 성공을 거두었으며 2004년에는 대영 제국 훈장 4등급을 수여받았다.
그 후 2006년부터 2010년까지 잉글랜드 프리미어리그의 애스턴 빌라의 감독을 역임하며 2008년 UEFA 인터토토컵 우승, 2009-10년 잉글랜드 FA컵 4강, 2009-10 EFL컵 준우승, 3시즌 연속 UEFA 유로파리그 진출(2008-09, 2009-10, 2010-11)을 지휘했고 2013년부터 2018년까지는 아일랜드 축구 국가대표팀의 감독을 맡아 UEFA 유로 2016에서 아일랜드의 사상 첫 유로 대회 16강 진출이자 믹 매카시 감독 시절이던 2002년 FIFA 월드컵 이후 14년만의 메이저 대회 16강 진출의 성과를 이끌어냈으며 2018년 FIFA 월드컵 유럽 지역 예선에서도 팀을 플레이오프까지 끌어올렸다.

## 서훈
- 2004년 대영 제국 훈장 4등급(OBE)